# ボルツァーノ・ノヴァレーゼ
ボルツァーノ・ノヴァレーゼ（伊: Bolzano Novarese）は、イタリア共和国ピエモンテ州ノヴァーラ県にある、人口約1,200人の基礎自治体（コムーネ）。
ピエモンテ語ではBolsan。

## 地理

### 位置・広がり
| 隣接するコムーネは以下の通り。 - アメーノ - ゴッツァーノ - インヴォーリオ - オルタ・サン・ジューリオ |